# Schlacht am Elleporus
Die Schlacht am Elleporus fand im Jahre 389 v. Chr. zwischen Syrakus unter dem Tyrannen Dionysios I. auf der einen und dem Bund der Italioten auf der anderen Seite statt.
Dionysios I. war daran gelegen, eine hegemoniale Stellung in der Magna Graecia, der griechischen Welt Italiens, zu gewinnen. Dem standen die Unabhängigkeitsbestrebungen der übrigen griechischen Kolonien im Süden Italiens entgegen. Die Städte Thurii, Rhegium, Kaulonia, Metapont, Tarent und Elea schlossen sich daraufhin zum Italiotischen Bund zusammen.
Dies hinderte Dionysios I. nicht daran, in Kalabrien zu landen. Am Elleporus, einem Flüsschen nahe Kaulonia, gelang es ihm dann, den Städtebund entscheidend zu besiegen. Die Griechenstädte mussten daraufhin die Machtstellung Syrakus’ in der Magna Graecia akzeptieren.